# Pleopeltis oreophila
Pleopeltis oreophila är en stensöteväxtart som beskrevs av Michael Sundue. Pleopeltis oreophila ingår i släktet Pleopeltis och familjen Polypodiaceae. Inga underarter finns listade.